# Ninia atrata
Ninia atrata är en ormart som beskrevs av Hallowell 1845. Ninia atrata ingår i släktet Ninia och familjen snokar. Inga underarter finns listade i Catalogue of Life.
Arten förekommer i norra Sydamerika och Panama.